# Jesús Santrich
Seuxis Pausias Hernández Solarte (Tolú Viejo, Sucre, 31 de julio de 1967- Serranía del Perijá, 17 de mayo de 2021), conocido por el alias de Jesús Santrich, fue un guerrillero y político colombiano. Fue cabecilla de las FARC-EP, de sus disidencias Segunda Marquetalia e integrante de la Cámara de Representantes de Colombia.
Fue miembro del equipo negociador de las FARC-EP en los Acuerdos de Paz entre el Gobierno Colombiano y las FARC-EP firmados en 2016 y que concluyeron con la desmovilización de ese grupo. 
Fue capturado el 9 de abril de 2018 por presunto narcotráfico, con fines de extradición, siendo liberado en mayo de 2019 por la Corte Suprema de Justicia de Colombia alegando que debería permanecer en libertad mientras se recopilaban pruebas de su proceso por parte del gobierno norteamericano, siendo esta situación aprovechada por él para huir a la clandestinidad. En agosto de 2019 vuelve a las armas, junto a alias Iván Márquez, dirigiendo las disidencias de las FARC-EP Segunda Marquetalia, por lo cual son expulsados de la Jurisdicción Especial para la paz y del partido Fuerza Alternativa Revolucionaria del Común. 
Un informe de la Comisión de la Verdad publicado en 2022 demostró que las acusaciones contra Jesús Santrich y su detención fueron un complot de la Administración de Control de Drogas (DEA) y del entonces Fiscal General Néstor Humberto Martínez, para socavar el proceso de paz, incitar a las FARC-EP a volver a las armas y enviar el mensaje a la opinión pública de que el acuerdo de paz había fracasado. Santrich fue abatido en una operación del ejército colombiano en Venezuela, el 17 de mayo de 2021.

## Biografía
Nació en el seno de una familia de siete hermanos en el departamento de Sucre. Sus padres eran docentes. Su madre le enseñó a leer a García Márquez, mientras su padre le transmitió la pasión por la historia y la filosofía. En su hogar, los ídolos eran Simón Bolívar, José Martí y José María Arguedas.
Desde la adolescencia estuvo vinculado a la Juventud Comunista, lo que lo llevó a estudiar en la Universidad del Atlántico, donde se involucró de lleno en el activismo estudiantil.  En esta universidad obtuvo el título de licenciado en Educación con especialidad en ciencias sociales.
Tras graduarse ejerció como personero de Colosó (Sucre). Era miembro de la Unión Patriótica (UP) desde 1985, grupo acosado por su condición política. En noviembre de 1990 unos detectives mataron a su mejor amigo, Jesús Santrich, un líder estudiantil de la Universidad del Atlántico y Seuxis decidió incorporarse, en 1991, al Frente 19 de las FARC-EP con el nombre de su amigo asesinado. Perdió la vista en 2011, debido al síndrome de Leber, una enfermedad degenerativa que se le detectó desde la juventud.

### Militancia en las FARC-EP
Fue miembro del Estado Mayor Central de las Fuerzas Armadas Revolucionarias de Colombia- Ejército del Pueblo (FARC-EP) desde 2006, y uno de los jefes del Bloque Caribe de las FARC-EP. "Yo decidí vincularme a las Farc porque creí que era el pensamiento más coherente, más consecuente. La afinidad entre el Partido Comunista y las FARC, la afinidad ideológica, también me condujo a vincularme en sus filas" explicó sobre su decisión.
Como militante de las FARC-EP estuvo ligado a las estructuras del Caribe, ingreso al Frente 19 de las FARC-EP (en zonas como la Sierra Nevada, los Montes de María y Córdoba) y el nororiente del país (Serranía de Perijá), también estuvo en el Caguán durante las diálogos de paz con el gobierno de Andrés Pastrana. 
Entre sus responsabilidades se encargaba primordialmente de las comunicaciones y propaganda de la guerrilla a través de la red clandestina de emisoras de las FARC-EP como la Cadena Radial Bolivariana "Voz de la Resistencia" de la cual es uno de sus fundadores en 1993. Esta emisora surgió después de la VIII Conferencia de las FARC-EP, realizada entre el 27 de mayo y el 3 de abril del año 1993. En las FARC-EP se convirtió en uno de los ideólogos debido a su cercanía a Alfonso Cano e iniciaría su carrera junto a Iván Márquez, que lo llevaría años después a la mesa de negociación de paz.

### Negociaciones de La Habana
El líder guerrillero fue clave en las negociaciones de La Habana encargándose de redactar el Acuerdo con el representante del gobierno Sergio Jaramillo. Al inicio de las negociaciones, en Oslo, a finales de 2012 protagonizó un momento polémico cuando le preguntaron si las FARC-EP estaban preparadas para pedir perdón y respondió cantando: "quizás, quizás, quizás". Por esa expresión pidió perdón a las víctimas en 2019. Cuando comenzaron las negociaciones de paz con el Gobierno de Juan Manuel Santos, fue elegido por las FARC-EP para viajar a La Habana como delegado. Era uno de los tres representantes de las FARC-EP en la CSIVI (Comisión de Impulso y Verificación a la Implementación) creada a partir de los Acuerdos de La Habana para verificar la implementación de estos, además de ser uno de los beneficiarios de los 10 escaños otorgados fuera del estado de democracia por condicionamientos de los acuerdos entre el gobierno y las FARC-EP, aunque hubo votaciones estos votos no eran necesarios para que obtuvieran los escaños en las elecciones legislativas de marzo de 2018.

### Trayectoria política
En septiembre de 2017 fue elegido como miembro de la Dirección Nacional de la Fuerza Alternativa Revolucionaria del Común (FARC), el partido creado tras la desaparición de las Fuerzas Armadas Revolucionarias de Colombia - Ejército del Pueblo (FARC-EP), siendo elegido en tercer lugar por los delegados con 835 votos. Fue el único que sin ser del antiguo secretariado de las FARC-EP estuvo entre las primeras nueve votaciones. En las elecciones legislativas de Colombia celebradas en marzo de 2018 Santrich fue uno de los beneficiarios de los 10 escaños que la antigua guerrilla pactó con el Ejecutivo en los acuerdos de paz con independencia de los votos que obtuviera el partido.

### Detención y huelga de hambre
El 9 de abril de 2018 fue detenido en su casa de Bogotá tras una orden de captura emitida por la Interpol, después de ser acusado de narcotráfico por un juzgado de Nueva York. La operación fue organizada por la justicia de Estados Unidos y la DEA. Fue acusado de narcotráfico por un juzgado de Nueva York tras las declaraciones de Marlon Marín, sobrino de alias Iván Márquez, capturado ese año en Estados Unidos. El entonces fiscal general, Néstor Humberto Martínez, dijo que tenían "copiosas pruebas de un acuerdo para exportar 10 toneladas de cocaína hacia Estados Unidos, con un precio en el mercado local de 320 millones de dólares".
Según el fiscal, Santrich forma parte de una supuesta red que llevaba delinquiendo desde junio de 2017, seis meses después de los acuerdos de paz del 1 de diciembre de 2016, por lo que no tendría acceso a los beneficios judiciales de la Jurisdicción Especial de Paz, aunque se haya acogido al proceso de desmovilización y haya firmado las actas para someterse al mismo. Tras una orden de captura cursada por la Interpol, fue detenido en su domicilio de Bogotá el 9 de abril de 2018. En el operativo de arresto de Santrich también fueron capturados Armando Gómez, alias “El doctor”, y Fabio Simón Younes Arboleda, todos excombatientes de las FARC-EP. El día de su detención, inició una huelga de hambre como protesta para denunciar lo que consideró "un montaje de la justicia".3 El 19 de mayo suspendió temporalmente la huelga tras 41 días de protesta, días después de que la Jurisdicción Especial para la Paz anunciara que suspendía su extradición y emplazaba a la Fiscalía General de la Nación a presentar pruebas para sustentar su captura. Según el artículo transitorio 19 del Sistema integral de Verdad, Justicia, Reparación y No repetición, relativo a la extradición establece:.

"Cuando se alegue, respecto de un integrante de las FARC-EP o de una persona acusada de ser integrante de dicha organización, que la conducta atribuida en la solicitud de extradición hubiere ocurrido con posterioridad a la firma del Acuerdo Final, la Sección de Revisión del Tribunal para la Paz evaluará la conducta atribuida para determinar la fecha precisa de su realización y decidir el procedimiento apropiado".
Artículo transitorio 19 del Sistema integral de Verdad, Justicia, Reparación y No repetición

Según información posterior se explicó que la agencia antidroga de Estados Unidos llevaba un año recopilando información a partir de personas infiltradas con grabaciones de radio y vídeos que supuestamente le implicaban junto a otras tres personas en causas relacionadas con narcotráfico. El Presidente Juan Manuel Santos, en una comparecencia conjunta con el fiscal general de Colombia, dijo que "Si con pruebas irrefutables hay lugar a la extradición, no me temblará la mano para autorizarla, previo concepto de la Corte Suprema". Aunque también señaló que no se extraditaría a nadie por delitos cometidos antes de la firma del acuerdo y con ocasión del conflicto.
Desde la cuenta del partido Fuerza Alternativa Revolucionaria del Común (FARC), alias Iván Márquez declaró: "Bajo montaje y de forma aleve se realizó captura de @JSantrich_FARC. Este es el peor momento que está atravesando este proceso de #Paz, el gobierno debe actuar e impedir que montajes jurídicos desemboquen en hechos como este que generan una gran desconfianza". Y Victoria Sandino —otra de las líderes y portavoces— aseguró que "Esto demuestra la inseguridad jurídica de los integrantes que hemos hecho este tránsito".
El partido FARC emitió un comunicado condenando la detención, denunciando el "pésimo mensaje para los exguerrilleros" aunque haciendo un llamamiento a la calma y a no aceptar la provocación, haciendo también un llamamiento a los países garantes Cuba y Noruega, a la segunda misión de Naciones Unidas, a la Unión Europea y a la comunidad internacional a un acompañamiento y a garantizar que se atiendan los procedimientos. Reivindicando el cumplimiento del artículo transitorio 19.
El 10 de abril Naciones Unidas, en un comunicado, señaló que estaba haciendo un seguimiento de la detención “La Misión hace un llamado a las instituciones del Estado a evaluar los acontecimientos actuales con el mayor discernimiento, teniendo en cuenta que las decisiones que se tomen tendrán consecuencias profundas para el proceso de paz de Colombia” apuntó el comunicado. La ONU recordó que estos casos deben ser revisados por la Sección de Revisión del Tribunal para la Paz para establecer la fecha exacta de cuándo habrían ocurrido los hechos ilegales. De esta manera, se concretaría cuál es la justicia que debe encargarse de llevar el caso.
El principal dirigente del partido político Fuerza Alternativa Revolucionaria del Común, Rodrigo Londoño, en una carta interna dirigida a las bases de excombatientes pidió "mantener la unidad y cohesión" tras la detención recomendando: "(Debemos) mantener la unidad y cohesión del partido, elevar la vigilancia revolucionaria, hacer la denuncia permanente de las irregularidades y cada día comprometer más y más gente en apoyo al proceso (de paz)". El 12 de abril se celebró una reunión entre el presidente, Juan Manuel Santos y los líderes del partido Fuerza Alternativa Revolucionaria del Común (FARC) a quienes les dijo que aquellos que cumplan el acuerdo de paz "no deben temer nada". Rodrigo Londoño escribió posteriormente en su cuenta de Twitter que el encuentro fue productivo y que acordaron "absoluto respeto a los derechos humanos" de Santrich.
El 13 de abril el partido FARC dio a conocer una grabación telefónica de Santrich en la que señalaba que le estaban empujando el abismo: "Hace unos meses que estamos transitando el terreno pantanoso de la perfidia y que desafortunadamente me están empujando por el abismo de lo que podría ser un acuerdo de paz fallido"  se autocalificó como "un revolucionario cabal" y manifestó que va a "avanzar en esta batalla" por el cumplimiento del acuerdo de paz y porque "se acabe con el chantaje de la extradición". "Quiero en esta hora y sabiendo que hay asuntos de orden irreversible ofrendar mi vida porque Colombia tenga un futuro mejor. A todos mis compañeros, a todas mis compañeras, les pido mucha voluntad de lucha, mucha determinación y mucha convicción en la búsqueda de la paz con justicia social", concluyó Santrich.
El proceso debía pasar por la Jurisdicción Especial de Paz para que certifique si procede que Santrich cometió después de la firma del acuerdo.  Si el caso pasa por la justicia ordinaria, como afirma el fiscal general, Santrich podría ser extraditado. En los dos meses posteriores a su detención, el gobierno de Estados Unidos debe hacer una solicitud de extradición al gobierno colombiano. El 26 de mayo de 2018 se celebraron las elecciones presidenciales en Colombia y los diferentes candidatos se manifestaron sobre el "caso Santrich". Iván Márquez, número dos del partido FARC y una de las personas más próximas a Santrich, anunció que dejaba Bogotá, trasladándose al Caquetá y que no ocupará su curul en el Congreso de la República hasta que se defina la situación de Jesús Santrich.
El 25 de abril se anunció que el Comité Danés de la Esperanza, colectivo que agrupa a activistas de este país nórdico, concedió a Santrich un premio de la paz en un acto celebrado en el Ayuntamiento de Copenhague, dotado con 50.000 coronas danesas (unos 8.200 dólares), que serán transferidos al colectivo de defensa jurídica que representa a Santrich. Nina Hagensen, miembro del comité, declaró que su detención es “un síntoma” de que la administración estadounidense y la derecha colombiana han intentado “torpedear” el proceso de paz.
El 26 de abril fue trasladado de emergencia de la cárcel de La Picota a un hospital del sur de Bogotá tras 18 días en huelga de hambre que mantiene. Desde el hospital concedió una entrevista a la cadena France 24. El 11 de mayo, la Conferencia Episcopal Colombiana confirmó que Santrich se encuentra en un centro de la Fundación Caminos de Libertad de la Iglesia católica desde el 10 de mayo. Se detalló que para acoger a Santrich exigieron que se entienda que el gesto es "únicamente un asunto humanitario" y "en coherencia con el principio de la Iglesia de defender la vida humana" y se aclaró que, tanto el Ministerio de Justicia como el Instituto Nacional Penitenciario y Carcelario (INPEC), "han asumido directamente la responsabilidad del traslado, de la seguridad y de la atención sanitaria" de Santrich.
El gobierno colombiano reconoció haber aceptado la propuesta de la Iglesia católica y de la ONU para su traslado. El fiscal dice que no fue consultado. El 19 de mayo suspendió temporalmente, tras 41 días de protesta la huelga de hambre días después de que la JEP anunciara que suspendía su extradición y emplazó a la Fiscalía a presentar pruebas para sustentar su captura.

### Solicitud de extradición y fuga
El 7 de junio de 2018, el Ministerio de Relaciones Exteriores de Colombia informó que la Embajada de Estados Unidos en Bogotá radicó la solicitud formal de extradición contra alias Jesús Santrich por traficar 10 toneladas de cocaína por valor de 15 millones de dólares. El 12 de julio la Fiscalía no autorizó, por razones de seguridad, su traslado desde la Cárcel La Picota, donde estaba recluido, a la sede de la Jurisdicción Especial de Paz (JEP) en Bogotá, interviniendo en el interrogatorio que esta le hacía a través de videoconferencia desde la cárcel. A pesar de que el 20 de julio no pudo posesionarse como congresista electo para ocupar el curul por estar privado de libertad, en septiembre de 2018 el Consejo de Estado, en respuesta a Ministerio del Interior, se pronunció a favor que Santrich mantenga su curul. El 10 de junio de 2019, el presidente Iván Duque pidió a la Procuraduría suspender la posesión de alias Jesús Santrich.
El 1 de marzo de 2019 el exsenador Luis Alberto Gil fue capturado por sobornar a un Fiscal de la JEP para incidir a favor de la extradición de Jesús Santrich a Estados Unidos.
En mayo de 2019 se da a conocer un vídeo, realizado al parecer por agentes infiltrados de la DEA, donde se ve a Santrich negociando un cargamento con presuntos emisarios del Cártel de Sinaloa de México (en el vídeo no se hace mención específica a un cargamento de drogas), negociación realizada al parecer 6 meses después de la firma del acuerdo de paz con el gobierno, lo que le haría perder los beneficios de ser juzgado por la JEP. La JEP desestimó esta prueba y rechazó el pedido de extradición de Jesús Santrich, argumentando inconsistencias en las fechas del vídeo y ordenando su inmediata liberación, decisión rechazada por el fiscal general de la Nación, Néstor Humberto Martínez, quien anunció su renuncia al cargo.
El 15 de mayo de 2019, la JEP tomó la decisión de no extraditar y dejar en libertad a Jesús Santrich, lo que desencadenó en la renuncia del fiscal general de la Nación Néstor Humberto Martínez y la vicefiscal María Paulina Riveros, alegando que se rompieron las garantías procesales, ignorando las pruebas otorgadas por Estados Unidos y por la misma Fiscalía, considerándolo un atentado contra la democracia. El 17 de mayo de 2019 se hizo efectiva la liberación de Santrich, quien solo duró en libertad 3 segundos, puesto que mientras salía de la Cárcel La Picota fue nuevamente detenido por agentes del CTI, diciendo que la recaptura se efectuó por aportes de nuevas pruebas al caso, y por los delitos de narcotráfico y concierto para delinquir. El 29 de mayo, la Corte Suprema de Justicia ordenó su liberación basada en que, a pesar de no haberse posesionado como representante a la cámara, gozaba de dicho fuero y que los funcionarios que lo aprehendieron no estaban facultados para hacerlo. 
Sin embargo, la Corte Suprema de Justicia terció en esta lucha de poderes y ordenó a las autoridades carcelarias la inmediata liberación de Santrich, y le solicitó el expediente de este a la Fiscalía para continuar en esta corte el proceso ya que, pese a que todavía no se posesionaba como Representante a la Cámara, Jesús Santrich ejercería su cargo como congresista y, como lo ordena la constitución, debe ser juzgarlo por la Corte Suprema al ser un miembro aforado del Congreso de la República. Esa misma tarde, dio una rueda de prensa en la sede del partido FARC, en donde explicó que tomaría posesión de su curul y llevaría adelante la política planteada tras los acuerdos de paz entre el gobierno de Juan Manuel Santos y las FARC-EP.
El 11 de junio de 2019 se posesionó en la Cámara de Representantes después de que la Comisión de Acreditación de la corporación dejara en firme la certificación que habilitaba para tomar posesión de curul. Sin embargo, el 30 de junio abandonó su esquema de seguridad proporcionado de parte del Estado, en calidad de congresista, desconociéndose su paradero.

### Reaparición como disidente y expulsión de la JEP y del partido FARC
En agosto de 2019 apareció en un video, junto a alias Iván Márquez y otros ex comandantes guerrilleros, anunciando que regresa a la lucha armada denunciando incumplimientos en los acuerdos de paz, anunciando la creación de la disidencia de las FARC-EP Segunda Marquetalia. La JEP ordenó su captura tras difundirse el vídeo, junto a la de Iván Márquez, Henry Castellanos 'Romaña', Hernán Darío Velásquez 'El Paisa', José Vicente Lesmes y José Manuel Sierra Sabogal, revocando el beneficio de la suspensión de las órdenes de captura y las libertades condicionales tras la firma del acuerdo de paz. Fueron expulsados de la Jurisdicción Especial para la Paz, por lo cual sus procesos pasan a la justicia ordinaria.
En mayo de 2020 Juan Guaidó dio a conocer, a través de un portavoz oficial, que Jesús Santrich estaría escondido en Venezuela bajo la protección del Gobierno de Maduro, según unas imágenes publicadas por este donde supuestamente aparece el disidente escoltado por colectivos armados del barrio La Piedrita en Caracas. Según su asesor, Santrich estaría viviendo en el Barrio 23 de Enero, haciendo alusión al sector de la ciudad capital donde se estaría escondiendo. Las imágenes fueron conseguidas supuestamente gracias a un trabajo de infiltración en el colectivo.
El 24 de junio de 2020, la Procuraduría de Colombia anunció la destitución e inhabilitación de Santrich por diez años para ocupar cargos públicos al haber regresado a las armas, perdiendo de manera inmediata su curul en la Cámara de Representantes. El Consejo de estado declaró el 10 de diciembre de 2020 su muerte política, es decir no podrá volver a aspirar a cargos por elección popular.

### Debate sobre posible entrampamiento
En noviembre de 2020 un reportaje del diario El Espectador, el cual terminó en un acalorado debate en el Congreso por parte del senador y principal opositor de gobierno, Gustavo Petro, menciona un presunto montaje judicial en el caso de Santrich por parte del entonces fiscal Néstor Humberto Martínez en presunta complicidad con la DEA estadounidense, con audios falsos que fueron presentados como prueba reina contra Santrich para acusarlo de narcotráfico, recriminando a su vez a Santrich e Iván Márquez por abandonar el proceso de paz, cayendo ambos en la trampa del exfiscal Martínez para atentar contra el acuerdo de paz.
Por su parte, Santrich realizó entrevistas y declaraciones sobre el asesinato de Álvaro Gómez Hurtado, aceptado por los antiguos miembros del secretariado, donde calificó el crimen de Gómez Hurtado como un "ajusticiamiento" ordenado por la dirección de las FARC-EP. En la actualidad se siguen adelantando estas dos investigaciones, además que Petro solicitó a la Fiscalía y a Medicina Legal la exhumación del cuerpo de Iván Libreros, testigo clave en el caso Santrich y quien apareciera muerto en 2019 en un apartamento en Bogotá bajo extrañas circunstancias. El canciller Álvaro Leyva calificó en agosto de 2022 lo que ocurrió con Jesús Santrich como “entrampamiento” y “asesinato”.

## Muerte
Santrich fue abatido en combate el 17 de mayo de 2021, en Venezuela en la Serranía del Perijá. La inteligencia colombiana dice que la muerte de Santrich tuvo lugar a las 6 de la tarde del lunes 17 de mayo de 2021 y que en el combate hubo también cinco muertos por especificar. En Caracas circula la versión de que un grupo armado ingresó a su campamento en Venezuela para capturarlo y cobrar recompensa. Se reportó que Santrich murió en enfrentamiento con la Guardia Nacional de Venezuela. En un comunicado, las disidencias de las FARC-EP confirmaron su muerte en emboscada en la zona venezolana de la Serranía de Perijá, y su dedo meñique habría sido cercenado para comprobar su identidad. El grupo alegó que Santrich murió a manos de tropas colombianas, las cuales se retiraron a territorio colombiano en un helicóptero, pero fuentes del Ejército venezolano informaron que pudo tratarse de un asesinato perpetrado por mercenarios. El ministro del Interior de Colombia, Daniel Palacios, calificó de fantasioso los señalamientos de las disidencias de culpar a Colombia por la muerte de Santrich. El 10 de julio de 2021, Revista Semana dio a conocer una foto del cuerpo sin vida de Jesús Santrich, el cual se evidencia que efectivamente y sin ninguna duda el guerrillero si fue abatido. El gobierno de Estados Unidos negó la posibilidad que Jesús Santrich esté muerto, que sigue vivo y que tres desmovilizados y miembros de la Guardia Nacional Bolivariana fueron piezas fundamentales en el operativo en Machiques, donde se movilizaba, afirmando que "No podrán cobrar la recompensa si no entregan el cadáver".
Se confirma en 2023 que Jesús Santrich si murió en un operativo del ejército colombiano en mayo de 2021.
Su muerte llevó a la revelación de una red de corrupción en el seno del mando del ejército colombiano en la asignación de primas normalmente destinadas a los informadores. El coronel Mario Sarmiento, responsable del asesinato de Santrich, figura entre los oficiales que malversaron dinero, según la revista Cambio.

## Acusaciones
Al momento de su muerte, Santrich estaba acusado de narcotráfico y pedido en extradición por Estados Unidos. Se ofrecía recompensa de 10 millones de dólares por su captura y la de Iván Márquez. Igualmente, estaba acusado de concierto para delinquir y delitos como terrorismo, ataques a la infraestructura, entre otros realizados por el Bloque Caribe de las FARC-EP y estaba siendo investigados junto a Márquez y Hernán Darío Velásquez 'El Paisa' por reclutamiento ilegal de menores.

## Publicaciones
- “Versos Insurgentes” (2007)
- “Cuentos y diez relatos Tayronas” (2008) sobre los pueblos indígenas de la Sierra Nevada de Santa Marta.
- “De Beethoven a Marulanda: el asunto de las raíces románticas del marxismo fariano” (2012)[70]